# Mausoleo di Néstor Kirchner
Il mausoleo di Néstor Kirchner è un monumento funerario situato a Río Gallegos, Santa Cruz, Argentina. Fu costruito nel 2011, un anno dopo la morte e i funerali di stato di Néstor Kirchner. Ospita le spoglie di Kirchner e dei suoi genitori; Ana María Ostoic morì nel 2013. Fu costruito da Lázaro Báez ed è lungo 13 metri, largo 15 metri e alto 11 metri.